# David Defries
David Defries (* 24. Mai 1952 in London) ist ein britischer Jazztrompeter und Althornspieler.

## Leben
Defries sang im Schulchor und war Mitglied des Surrey County Youth Orchestra. Er studierte zwei Semester am Leeds College of Music und absolvierte einige Jazzkurse. Während der 1970er Jahre spielte er in Julian Bahulas Jabula, in Don Wellers Major Surgery, in Dudu Pukwanas Zila und bei Bijelo dugme. 1981 gründete er gemeinsam mit Gitarrist Mark Wood die Band Sunwind; er war Mitglied von Chris McGregors zweiter und dritter Ausgabe der Brotherhood of Breath und des Penguin Cafe Orchestra. Daneben spielte er auch mit Rip, Rig & Panic, mit dem Charlie Watts Orchestra und mit den Loose Tubes. 1985 legte er sein Debütalbum The Secret City vor, an dem auch Maggie Nicols und Harry Beckett beteiligt waren. Anschließend arbeitete er als Studiomusiker, u. a. bei Annie Lennox, bei The The und bei Chris Farlowe, und war im Dedication Orchestra von Louis Moholo aktiv. Derzeit spielt er mit der Brotherhood of Breath und bei No Fear Music.